# Museum am Dom (Würzburg)

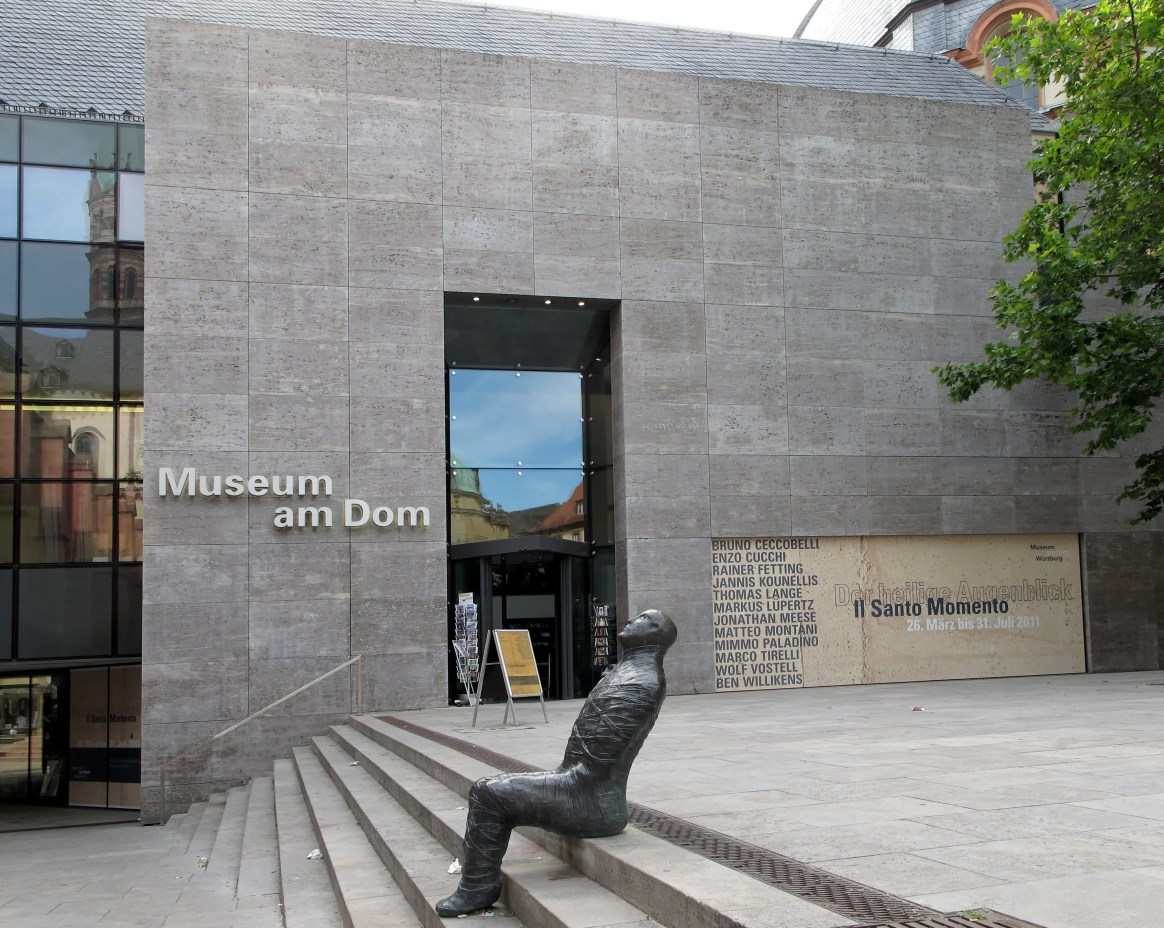
Ostfassade am Kiliansplatz

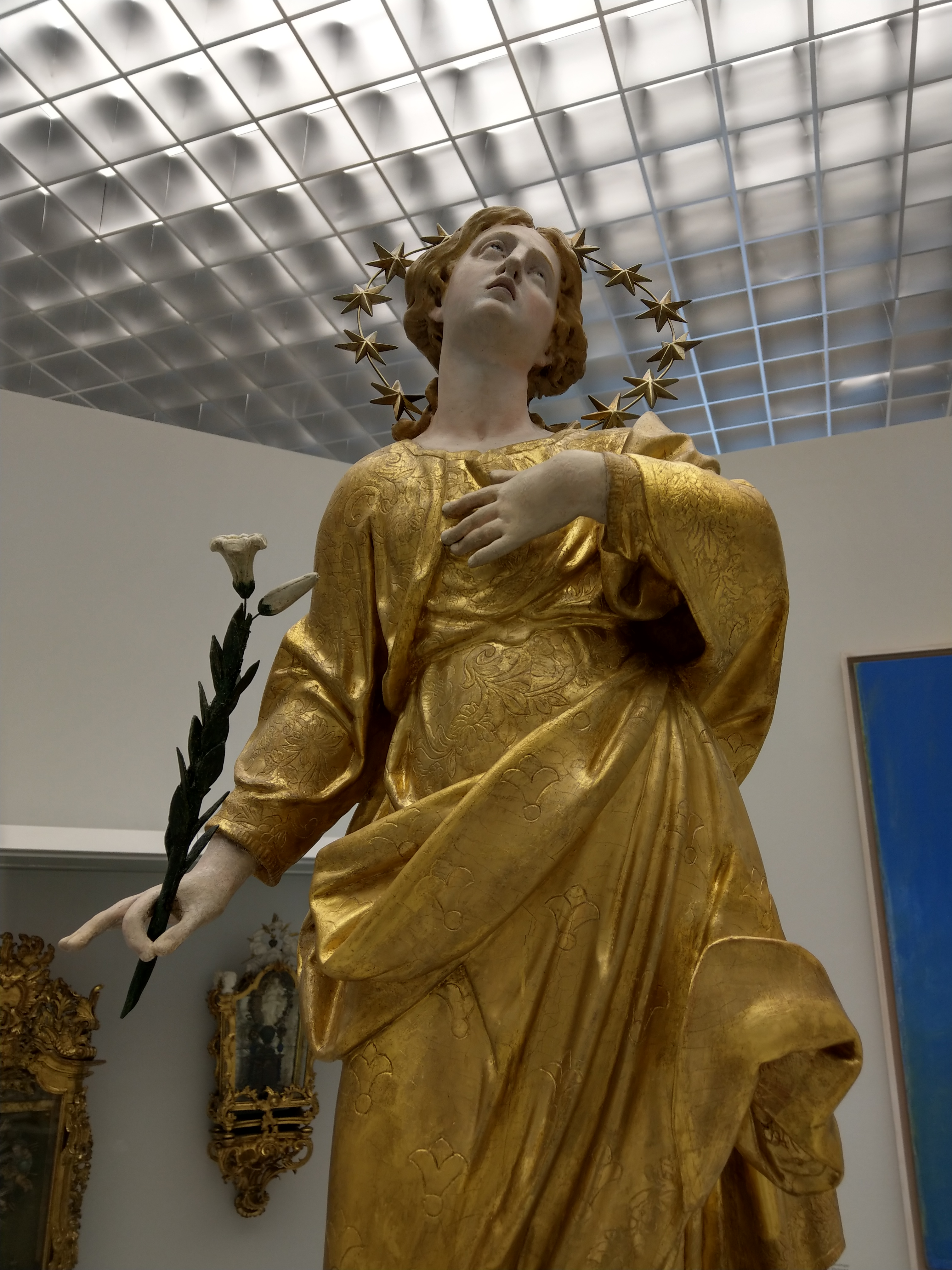
Blick in die Dauerausstellung des MAD

Das Museum am Dom (MAD) ist ein im März 2003 unter dem Bischof Paul-Werner Scheele eröffnetes Kunstmuseum der Diözese Würzburg.
Die Kunstwerke in der Eingangshalle verweisen auf die menschliche Grundsituation zwischen Fall und Aufstieg, Licht und Dunkel, Hoffnung und Verzweiflung, Freude und Trauer, Himmel und Erde. Die Dauerausstellung umfasst ca. 300 Bilder und Plastiken aus dem 10. bis 21. Jahrhundert. Moderne und zeitgenössische Künstler (Ernst Barlach, Joseph Beuys, Willi Dirx, Otto Dix, Dina Draeger, Lars Käker, Käthe Kollwitz, Wolfgang Mattheuer, Werner Tübke, Andy Warhol) werden direkt der Themenbehandlung durch alte Meister gegenübergestellt (unter anderen Tilman Riemenschneider, Georg Anton Urlaub, Johann Peter Wagner, Johann Zick).
Das Gebäude erstreckt sich über insgesamt vier Etagen des von 2001 bis 2003 generalsanierten und umgebauten Kilianshauses. Es liegt am Kiliansplatz zwischen Würzburger Dom und Neumünster in Würzburg.
Auf dem Platz zwischen Dom und Neumünster befand sich früher der Leichhof, der bis etwa Mitte des 16. Jahrhunderts als Domfriedhof für die Toten der Dompfarrei St. Kilian und der zu Neumünster gehörenden Häuser genutzt wurde. Ebenfalls zwischen Dom und Neumünster befand sich ein Salhof, dessen Brunnenschacht im 13. Jahrhundert zu einer Latrine umfunktioniert wurde. In dieser Abfallgrube wurden etliche Objekte gefunden, die über das Alltagsleben des Mittelalters Auskunft geben.